# Katja Poensgen
Katja Poensgen (* 23. September 1976 in Mindelheim) ist eine deutsche Motorradrennfahrerin.

## Karriere
Katja Poensgen ist die einzige Motorrad-Rennfahrerin, die in der 250-cm³-Klasse der Straßenweltmeisterschaft Punkte errang. Sie belegte 2001 beim Grand Prix von Italien in Mugello den vierzehnten Platz in der Klasse bis 250 cm³.
Poensgen wurde durch ihren Vater Bert Poensgen, den Vertriebsleiter von Suzuki in Deutschland, zum Motorsport gebracht und bestritt 1993 ihr erstes Motorradrennen auf dem Nürburgring im ADAC Junior Cup. Ihre ersten Erfolge stellten sich 1995 ein, als sie den Junior Cup gewinnen konnte und zudem zum „ADAC Juniorsportler des Jahres“ gewählt wurde. In den Jahren 2001 und 2003 nahm sie auf Motorrädern der Marken Aprilia und Honda an den Weltmeisterschaften teil.
Im Jahr 2004 beendete sie zunächst ihre Laufbahn und wurde beim Fernsehsender RTL Co-Moderatorin für Motorradrennen. Am 17. Mai 2005 brachte Poensgen eine Tochter zur Welt.
2012 nahm Poensgen mit einer Münch TTE-2 an den internationalen Straßenrennmeisterschaften für elektrisch angetriebene Motorräder TTXGP The eGrandPrix und FIM e-Power International Championship teil.

## Erfolge
- 1995 Siegerin des ADAC Junior Cup auf Suzuki, Siegerin der Trofeo Junior (Italien) auf Aprilia
- 1996 10. Platz in der 125-cm³-Klasse der Deutschen Meisterschaft
- 1998 Siegerin bei der Supermono-Europameisterschaft auf BMR Suzuki 741
- 1999 Siegerin Daytona Grand Prix Singles Championship Cup
- 2000 Platz 6 bei der Superstock-Europameisterschaft auf Suzuki
- 2001 2 Punkte in der 250-cm³-Klasse der Straßen-Weltmeisterschaft
- 2007 belegte Katja Poensgen bei der Transsyberia Rallye (7108 Kilometer in 14 Etappen) zusammen mit Petra Rutzka im Suzuki-Team den 15. Platz in der Gesamtwertung.
- 2012 Vize-Weltmeisterin in der internationalen Straßenrennmeisterschaft für elektrisch angetriebene Motorräder FIM e-Power International Championship auf Münch TTE-2